# TNA Women's Knockout Championship
Le TNA Knockouts World Championship est un championnat de catch dans la catégorie féminine de la Total Nonstop Action Wrestling.

## Histoire du titre

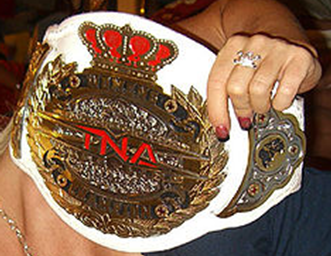
Le premier design de la ceinture.

La TNA annonce publiquement via son service TNA Mobile le 12 septembre 2007 ses intentions de créer un titre pour la division féminine. La création du titre coïncide avec l'augmentation de l'horaire du principal programme télévisé de la TNA, TNA Impact!, de une à deux heures.
La promotion d'un Gauntlet match avec 10 Knockouts débute peu de temps après et prendra place le 14 octobre 2007 lors du PPV Bound for Glory pour couronner la première championne de la TNA. Lors du PPV, Gail Kim bat Ms. Brooks, Jackie Moore, Shelly Martinez, Awesome Kong, ODB, Angel Williams, Christy Hemme, Talia Madison et Roxxi Laveaux pour devenir la première championne.
Le championnat est renommé en 2008 et devient TNA Women's Knockout Championship jusqu'en 2010 où il devient simplement TNA Knockouts Championship.
En 2017, et à la suite de sa fusion avec la fédération GFW, le titre est renommé Unified GFW Knockouts Championship, puis GFW Knockouts Championship. L'alliance n'ayant pas fait long feu, le titre est désormais nommé Impact Knockouts Championship.